# Radula complanata
Radula complanata là một loài rêu trong họ Radulaceae. Loài này được (L.) Dumort. mô tả khoa học đầu tiên năm 1831.

## Hình ảnh

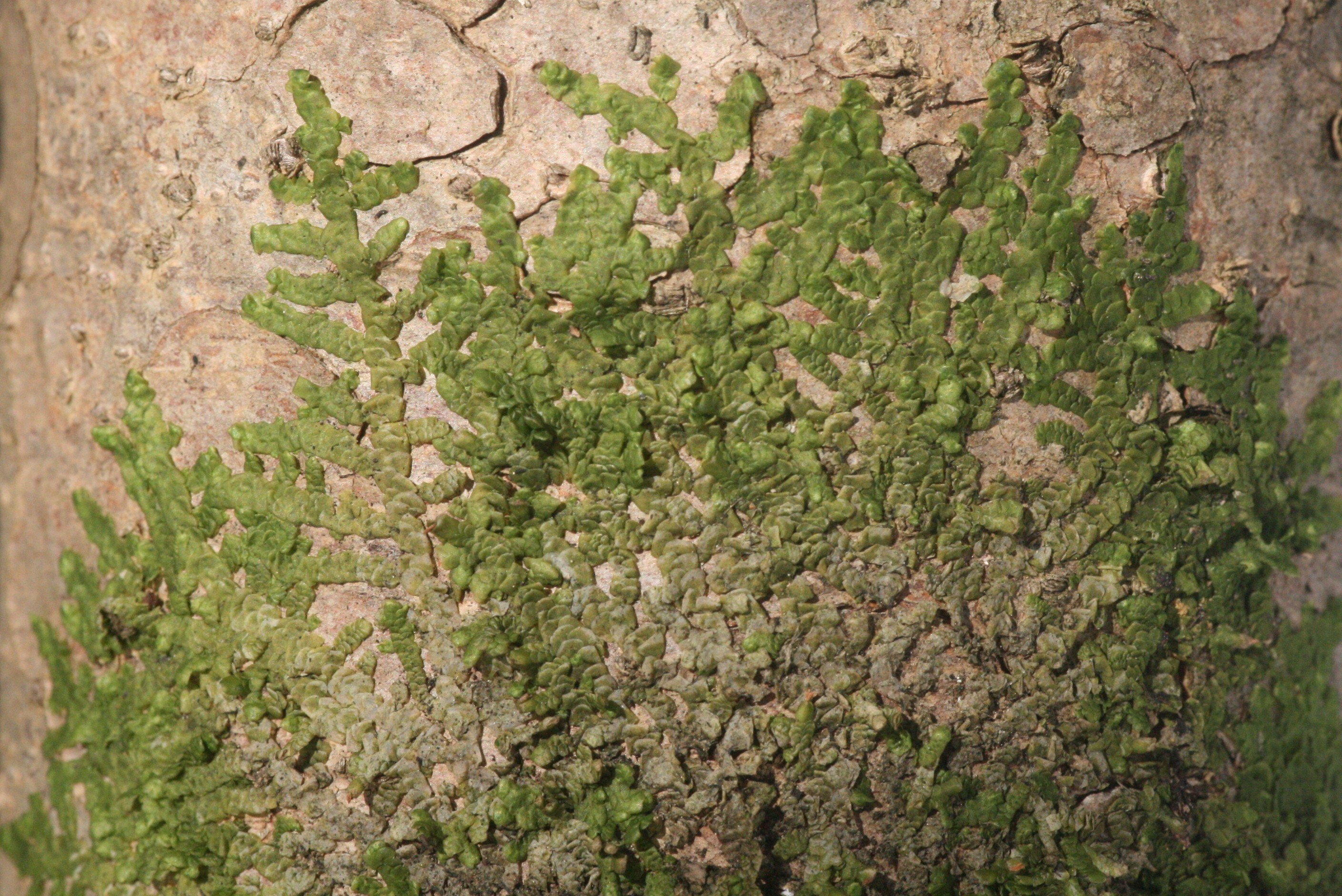
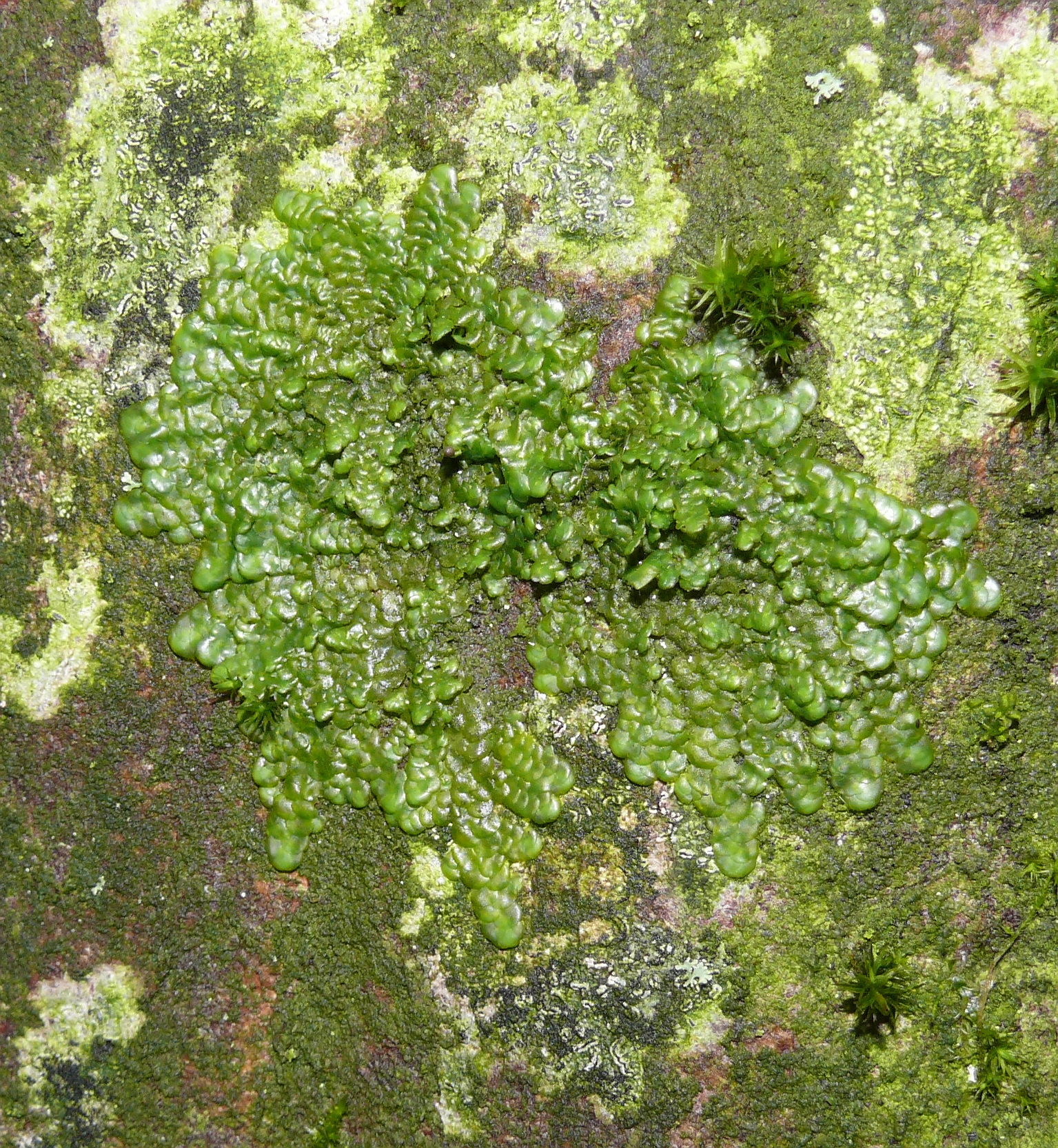
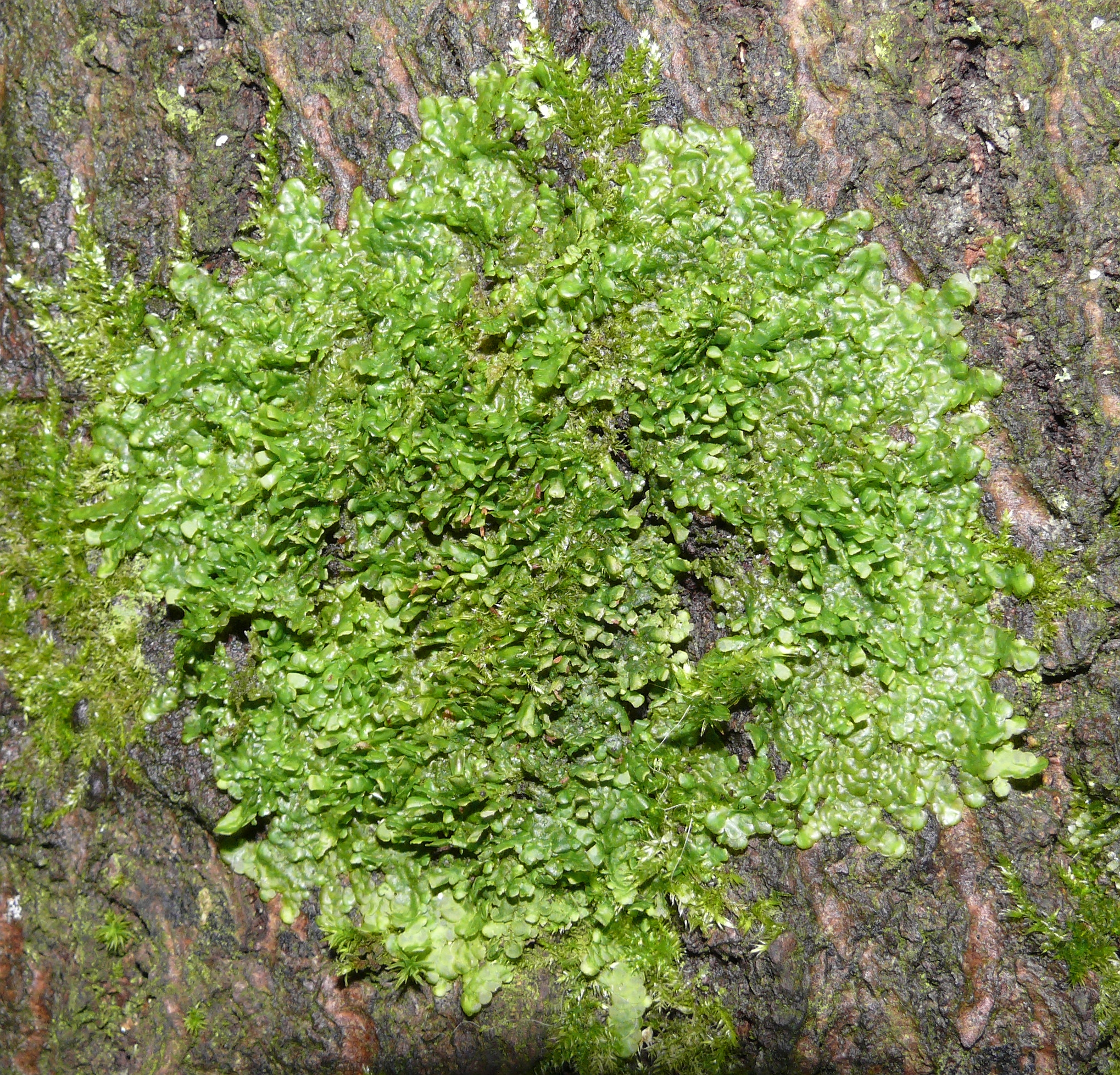